# Clairvaux-les-Lacs
Clairvaux-les-Lacs je naselje in občina v vzhodnem francoskem departmaju Jura regije Burgundija - Franche-Comté. Leta 2022 je naselje imelo 1428 prebivalcev. Leta 1959 je prevzela nekdanjo komuno Soyria.

## Geografija
Občina Clairvaux-les-Lacs leži na nadmorski višini 541 m, približno 19 kilometrov jugovzhodno od mesta Lons-le-Saunier (zračna črta). Razteza se v gorovju Jura, na planoti med dolino Ain na zahodu in gozdnatimi gorovji Visoke Jure na vzhodu, severno od jezer Clairvaux nad dolino Drouvenant.
Občina s površino 12,29 km² obsega del francoske Jure. Večino območja zavzema rahlo valovita pokrajina planote vzhodno od reke Ain. Jezeri, Grand Lac in Petit Lac, ležita na nadmorski višini 527 m, potopljeni v široko kotlino. Na različnih mestih ju omejuje barje, proti severu pa se izliva. Severna meja poteka vzdolž reke Drouvenant, ki teče proti zahodu do reke Ain v ozki dolini in se približno 40 m zareže v okolico. Občina se razteza proti jugovzhodu v ozkem pasu čez rahlo vzpenjajočo se, gosto gozdnato planoto gozda Joux. Tu doseže Clairvaux-les-Lacs najvišjo nadmorsko višino 826 m.
Poleg same vasi Clairvaux-les-Lacs vključuje tudi več zaselkov in osamljenih kmetij, vključno z:
- Soyria (525 m) na planoti vzhodno od jezera Vouglans
- Le Langard (550 m) v dolini vzhodno od Petit Lac ob vznožju gozda Joux

Sosednje občine Clairvaux-les-Lacs so Vertamboz in Cogna na severu, La Frasnée, Hautecour in Châtel-de-Joux na vzhodu, Soucia na jugu ter Barésia-sur-l'Ain in Boissia na zahodu.

## Zgodovina
Območje Clairvaux-les-Lacs ima zelo dolgo tradicijo poselitve. Izkopavanja na severnem robu Grand Laca so odkrila ostanke neolitskega obalnega naselja, naseljenega približno 4000 let pred našim štetjem. Naselje je tukaj obstajalo tudi v bronasti dobi. Tudi gomile v bližini vasi Soyria izvirajo iz bronaste dobe.
Clairvaux-les-Lacs je bil prvič omenjen leta 1089 pod imenom Clara Vallis, kar približno pomeni »svetla, bistra dolina«. Obstoj priorata je dokumentiran že od začetka 12. stoletja, kar je verjetno zaznamovalo začetek razvoja naselja. Sekulariziran je bil leta 1766. Od srednjega veka je bil Clairvaux središče baronstva, ki je bilo kasneje povzdignjeno v markizat. Majhno mesto Clairvaux je bilo v 13. stoletju utrjeno in mu je lokalna plemiška družina podelila državljanske pravice. Karmeličanski samostan je bil ustanovljen v 15. stoletju. Clairvaux je skupaj s Franche-Comtéjem leta 1678 postal del Francije z Nijmegensko pogodbo. Da bi se izognili zamenjavi z drugimi mesti z istim imenom, se je Clairvaux leta 1930 uradno preimenoval v Clairvaux-les-Lacs.
Ko je bila Francija med drugo svetovno vojno pod nemško okupacijo, so Nemci družini Janier-Dubry v Clairvauxu nastavili past. Družino je francoski odporniški pokret namestil, da bi skrila Alberta Maugeneta z vzdevkom Benoit, ki naj bi delal za britanske agente, ki so se skrivali pri družini Clerc v Saint-Amourju. Vendar so Nemci Maugeneta aretirali in mučili, nato pa so družini Janier-Dubry poslali lažnega Benoita. Potem ko so se mu Nemci zjutraj 18. novembra 1943 v kavarni družine Mathy v Montmorotu zaupali, so popoldne aretirali Ido Poly, rojeno Janier-Dubry, in britansko agentko Diano Rowden, da bi ju mučili v Parizu. Agent C. John Young, ki je bival pri Clercsih, je bil nato prav tako aretiran, deportiran in umorjen v koncentracijskem taborišču Mauthausen. Diana Rowden je bila umorjena v koncentracijskem taborišču Natzweiler-Struthof. Cécile Mathy je bila umorjena v koncentracijskem taborišču Bergen-Belsen. Njen mož Léon Mathy je bil umorjen v koncentracijskem taborišču Ravensbrück. Njuna 19-letna hči Odette Mathy in Ida Poly sta preživeli koncentracijsko taborišče Ravensbrück.
Do ozemeljske spremembe je prišlo leta 1959, ko je bila prej neodvisna Soyria vključena v Clairvaux-les-Lacs.

## Zanimivosti
Kanton Clairvaux-les-Lacs se ponaša z bogato neolitsko dediščino, ki jo predstavljajo predvsem številni kolišči na severni obali Grande Lac de Clairvaux. Leta 2011 so bili kolišči iz Clairvauxa dodani na seznam svetovne dediščine UNESCO.
Župnijska cerkev Saint-Nithier prvotno izvira iz 12. stoletja, a je bila nato večkrat prenovljena. Ponaša se z izjemno notranjo opremo, vključno z bogato izrezljanimi kornimi klopmi iz 15. stoletja, ki so jih prinesli iz opatije Baume-les-Messieurs, skupino križev iz 16. stoletja, stenskimi poslikavami in zlatarskimi deli. 
Ogledati si je vredno tudi kapeli Notre-Dame de l'Isle (14. stoletje) in Saint-Roch (15. stoletje). Slednja je na pokopališču.
Clairvaux-les-Lacs je značilen po slikoviti vaški pokrajini. Dve vzporedni ulici starega mestnega jedra sta obdani z mestnimi hišami iz 17. do 19. stoletja. Na severnem koncu mesta je okrogli stolp iz 12. stoletja, edini preostali ostanek nekdanje graščine.
Tu so še:
- grajski stolp iz 13. stoletja
- jezeri Grand Lac in Petit Lac
- soteska reke Drouvenant